# Micrococca scariosa
Micrococca scariosa är en törelväxtart som beskrevs av David Prain. Micrococca scariosa ingår i släktet Micrococca och familjen törelväxter. IUCN kategoriserar arten globalt som sårbar. Inga underarter finns listade i Catalogue of Life.